# Hebung (Verslehre)
Hebung bzw. Senkung bezeichnen in der Verslehre allgemein die hervorgehobenen (markierten) bzw. nicht hervorgehobenen Elemente im Vers, wenn entsprechend dem zugrundeliegenden Versprinzip der betreffenden Literatur die Hervorhebung sich aus Silbenfolge, Wörtern und Rhythmus ergibt und nicht, wie beim silbenzählenden Versprinzip, allein aus der Position der Silbe im Vers.
Im quantitierenden Versprinzip der antiken Dichtung, wo die Quantität einer Silbe für die Versgestalt maßgeblich ist, entspricht der Hebung die Länge und der Senkung die Kürze. Im akzentuierenden Versprinzip der modernen Sprachen, insbesondere des Deutschen, entspricht der Hebung die betonte und der Senkung die unbetonte Silbe.
Die Begriffe Hebung und Senkung sind allerdings im Zusammenhang mit antiker Metrik zu vermeiden, da sowohl historisch als auch durch unklaren Kontext hier viel Verwirrung entstanden ist. Die antiken Begriffe „Arsis“ und „Thesis“, deren Übersetzung „Hebung“ und „Senkung“ ist, leiten sich ursprünglich von der Hebung bzw. Senkung des Fußes oder Fingers beim Tanz oder Taktschlag her. Das heißt, umgekehrt als heute entsprach der Senkung der Taktschlag, also die Hervorhebung. Durch einen Bedeutungswandel in der Spätantike wurde aus der Hebung des Fußes die Hebung der Stimme und damit der hervorgehobene Teil.
Wichtiger als diese historische Bedeutungsverschiebung ist aber, dass in Bezug auf antike Dichtung Hebung und Senkung Merkmale der Rezitation und nicht des Versmaßes sind, also der konkreten Versgestalt und nicht der abstrakten Versform. 
Es ist daher falsch, Hebung und Senkung mit den Verselementen antiker Metren, das elementum longum mit der Hebung und das breve mit der Senkung zu identifizieren, da zum Beispiel das longum im konkreten Vers auch durch zwei kurze Silben realisiert werden konnte (Ambivalenz).
Christoph Küper zufolge hat nichts „in der Geschichte der Metrik so fatal gewirkt und den allseits beklagten Wirrwarr ausgelöst wie gerade das Versäumnis, sauber zwischen sprachlichen und metrischen Einheiten zu unterscheiden“.
Demgegenüber sind in Literaturen mit akzentuierendem Versprinzip Hebung und Senkung die zentralen und maßgeblichen Begriffe. Hier gibt es bei den Hebungen keine Ambivalenzen wie in der antiken Metrik und ihre Zahl ist durch das Versmaß festgelegt. Umgekehrt ist durch vorgegebenen Versfuß und Zahl der Hebungen auch das Versmaß bestimmt. Zum Beispiel ergibt sich aus der Vorgabe des Versfußes Jambus (notiert als ◡—) und fünf Hebungen bereits die metrische Form des jambischen Fünfhebers:
◡—ˌ◡—ˌ◡—ˌ◡—ˌ◡—

Man spricht auch vom Hebigkeitsprinzip der deutschen Dichtung und unterscheidet Versmaße nach Vierheber, Fünfheber, Sechsheber usw. Da nach der Terminologie von Andreas Heusler in der deutschen Metrik nicht von Versfüßen, sondern von Takten auszugehen ist und jede Hebung einen Taktanfang markiert, spricht man analog auch von Viertakter, Fünftakter, Sechstakter usw.

Meist wird bei Hebung und Senkung eben nur zwischen diesen beiden unterschieden, es wird jedoch von manchen Autoren genauer differenziert. So unterscheidet man oft terminologisch unscharf zwischen Haupthebung und Nebenhebung (im metrischen Schema mit x́ bzw. x̀ notiert). Das kann die dominierende Hebung in Vers oder Kolon bezeichnen oder die regelmäßig abwechselnde Folge stärker und schwächer ausgeprägter Hebungen in Dipodieen zweisilbiger Versfüße.
Weiter gehend hat etwa Franz Saran sechs Hebungsstufen unterschieden, zum Beispiel Überhebung, normale und leichte Hebung. 
    
Bei den Silben werden nach Heusler unterschieden:
- senkungsheischende Silben: Können ohne wahrgenommene Störung des Rhythmus nicht in einer Hebungsposition stehen, sind also nicht hebungsfähig. Beispiele sind Präfixe wie „ge-“ oder „be-“.
- hebungsheischende Silben: Können nicht in Senkungsposition stehen, sind also nicht senkungsfähig. Beispiele sind erste Silben des Wortstamms mit langem Vokal, z. B. „Nase“ oder „gemäß“.
- sowohl senkungs- als auch und hebungsfähige Silben: Können je nach rhythmischem oder semantischem Kontext Hebungs- oder Senkungsposition füllen. Beispiele sind Funktionswörter mit langem Vokal, z. B. „wie“ oder „die“.

Siehe auch:
- Hebungsprall, beschwerte Hebung
- Hebungsspaltung
- versetzte Betonung, schwebende Betonung, Tonbeugung, Anaklasis